# Harvey Wallbanger
Le Harvey Wallbanger est un cocktail alcoolisé. Il s'agit d'une variante du simple long drink Screwdriver, qui, en plus de ses ingrédients, jus d'orange et vodka, est complété par un shot de la liqueur italienne Galliano. Si la vodka est remplacée par de la tequila, le cocktail s'appelle Freddy Fudpucker.

## Histoire
Le Harvey Wallbanger s'est répandu dans les années 1970 et était initialement également connu sous le nom de Screwdriver italien. Selon une légende, qui fait l'objet de différentes variantes, la boisson doit son nom accrocheur à un surfeur californien nommé Harvey. Après avoir été exclu d'une compétition, il se serait frappé la tête contre un mur à plusieurs reprises du Pancho's Bar de Manhattan Beach, sous le coup de la frustration, après avoir bu plusieurs de ces boissons. Cependant, cette figure est probablement une invention marketing. Dans une campagne à grande échelle pour la liqueur Galliano, dont on dit qu'elle remonte à l'ancien joueur de football et ancien directeur marketing George Bednar et qui a contribué de manière significative à la distribution de la boisson, le surfeur Harvey était représenté comme une figure comique. Les premières mentions écrites de la boisson sont documentées à partir de 1971,.